# Князівка (Конотопський район)
Князєвка — село в Україні, у Новослобідській сільській громаді Конотопського району Сумської області. Населення становить 284 осіб. До 2017 орган місцевого самоврядування — Князівська сільська рада.

## Географія
Село Князєвка знаходиться за 3,5 км від річки Сейм біля витоків річки Вільшанка. На відстані до 1 км розташовані села Сиром'ятникове, Сахарове, зняте 1988 року з обліку Плаксине, за 3 км — місто Путивль. Поруч проходить автомобільна дорога Т 1920.

## Історія
За даними на 1862 рік у власницькому селі Путивльського повіту Курської губернії мешкало 558 особи (292 чоловіків та 266 жінки), налічувалось 53 дворових господарства, існувала православна церква.
Станом на 1880 рік у колишньому власницькому селі, центрі Князівської волості, мешкало 693 особи, налічувалось 76 дворових господарств, існували православна церква та школа.
12 червня 2020 року, відповідно до розпорядження Кабінету Міністрів України № 723-р «Про визначення адміністративних центрів та затвердження територій територіальних громад Сумської області», село увійшло до складу Новослобідської сільської громади.
19 липня 2020 року, в результаті адміністративно-територіальної реформи та ліквідації Путивльського району, увійшло до складу новоутвореного Конотопського району.

## Населення

### Мова
Розподіл населення за рідною мовою за даними :
| Мова       | Кількість | Відсоток |
| ---------- | --------- | -------- |
| російська  | 167       | 58.8%    |
| українська | 117       | 41.2%    |
| Усього     | 284       | 100%     |